# Динику Голеску
Дини́ку Голе́ску (7 февраля 1777 – 5 октября 1830) — член боярской семьи Голеску, был валашским литератором, широко известным своими путевыми заметками и журналистикой.

Памятник Динику Голеску в Бухаресте неподалёку от вокзала Северный Вокзал

Родился в Голешти (рум. Goleşti), (румынская провинция Арджеш (рум. Argeş)). Динику был сыном Раду Голеску. Вместе со своим старшим братом он учился в греческой академии в Бухаресте.
В 1804 он женился на Зое Фарфарове (1792–1879), от которой имел пятерых детей: Ана (1805–1878), Штефан (1809–1874), Николае (1810–1877), Раду (1814–1882) и Александр (1818–1873). Все сыновья сыграли важную роль в Валашском восстание 1848 года и в политике Румынии.
В 1826 году он опубликовал рассказ о своих путешествиях по Европе — «Рассказ о моём путешествии» (рум. Însemnarea călătoriei mele). В своих путевых заметках он изучает и анализирует административную и производственную систему различных стран, сравнивает их с румынскими. Текст содержит призыв к общей реформе румынских государственных институтов в «европейском» направлении (основанной на идеях Эпохи Просвещения). Считая европейскую культуру более передовой, он попытался показать необходимость изменений в государственной системе. Его путевые заметки имели огромное влияние на румынскую интеллигенцию того времени.
Как один из основателей Бухарестского Литературного Общества (1827), Голеску участвовал в выпуске первой газеты на румынском языке, опубликованной вне Румынии — «Слава Лейпцига для Дакии» (рум. Fama Lipschii pentru Daţia). Он также помог Иону Элиаде-Рэдулеску начать 8 апреля 1829 года издание "Румынский Курьер".
Динику Голеску умер в Бухаресте. Его эпитафия, написанная Рэдулеску, была опубликована 9 октября 1830 года Курьер:
"Tu ai dispărut, scrierile tale îţi vor supravieţui, şi numele tău va rămîne scump ştiinţei precum şi celor ce se adapă de la izvoarele tale." ("Ты исчез, [но] твои произведения переживут тебя, и имя твоё останется дорогим науке и тем, кто утоляется из источника твоего.")
Северный Вокзал в Бухаресте построен на земле, некогда принадлежавшей Динику Голеску. Близлежащие парк и бульвар носят его имя.
1. 1 2  de Pas L. v. Genealogics (англ.) — 2003.